# Philippe Le Valois
Ne doit pas être confondu avec Philippe VI de Valois.
Pour les articles homonymes, voir Valois et Villette.
Philippe Le Valois, marquis de Villette-Mursay, baron de Mauzé, né en 1632 au château de Mursay (Echiré) dans l'ancienne province du Poitou, et mort le 25 décembre 1707 à Paris, est un officier de marine et aristocrate français du XVIIe siècle. Il sert dans la Marine royale pendant les principales guerres menées par Louis XIV, guerre de Hollande, de la Ligue d'Augsbourg et de Succession d'Espagne ; et termine sa carrière au grade de lieutenant général des armées navales et commandeur de l'Ordre royal et militaire de Saint-Louis.

## Biographie

### Origines et jeunesse
Philippe Le Valois, marquis de Villette-Mursay, est un petit-fils d'Agrippa d'Aubigné et cousin de Madame de Maintenon. Il nait au château de Mursay, dans le Poitou, dont la famille était originaire. Il est le fils de Benjamin Le Valois, marquis de Villette (1582–1661), Lieutenant général dans le Bas-Poitou — une charge dont héritera son fils à sa mort —, et de sa femme Louise Arthémise d’Aubigné, dame de Mursay. Françoise d'Aubigné, la future marquise de Maintenon et seconde épouse de Louis XIV, est sa cousine. Il est élevé sur le domaine de ses parents, au château de Mursay, dans la foi calviniste jusqu'à l'âge de sept ans.

### Carrière dans la marine royale
Après un début de carrière décevant dans l'armée de terre, pendant lequel il parvient au grade de capitaine au régiment d'Infanterie Royal-Marine, le marquis de Villette-Mursay se retrouve tourmenté par l'inactivité qui le confinait dans le château de Mursay, en 1668. Il est maintenu noble par sentence du 10 décembre 1667, il porte : « d'azur au chevron d'or, accompagné de trois croissants d'argent, au chef du second chargé de trois roses de gueules ». Il sollicite alors sa (pas encore) célèbre cousine, mieux introduite que lui à la Cour de France, afin qu'elle le recommande au Secrétaire d'État de la Guerre Louvois. 

« Les recommandations auprès de M. de Louvois sont des chansons, lui écrit-elle en retour, et je doute que vous rentriez dans l'emploi, étant aussi oublié que tous l'êtes et n'ayant point de patron à la cour,. »

Ainsi, la future Madame de Maintenon ne pouvait rien pour servir son cousin. Aussi, choisit-il de s'engager dans la marine royale alors administrée par le marquis de Seignelay, le fils du Grand Colbert.

#### Guerre de Hollande
Le 12 mars 1672, au début de la guerre de Hollande, il est promu capitaine de vaisseau et prend part le 7 juin de la même année à la bataille de Solebay, au large de l'Angleterre, en tant que commandant en second du vaisseau de troisième rang, Le Fort, commandé par Monsieur de Blenac. Il reçoit en 1674 le commandement du vaisseau L'Apollon avec lequel il croise en Méditerranée.

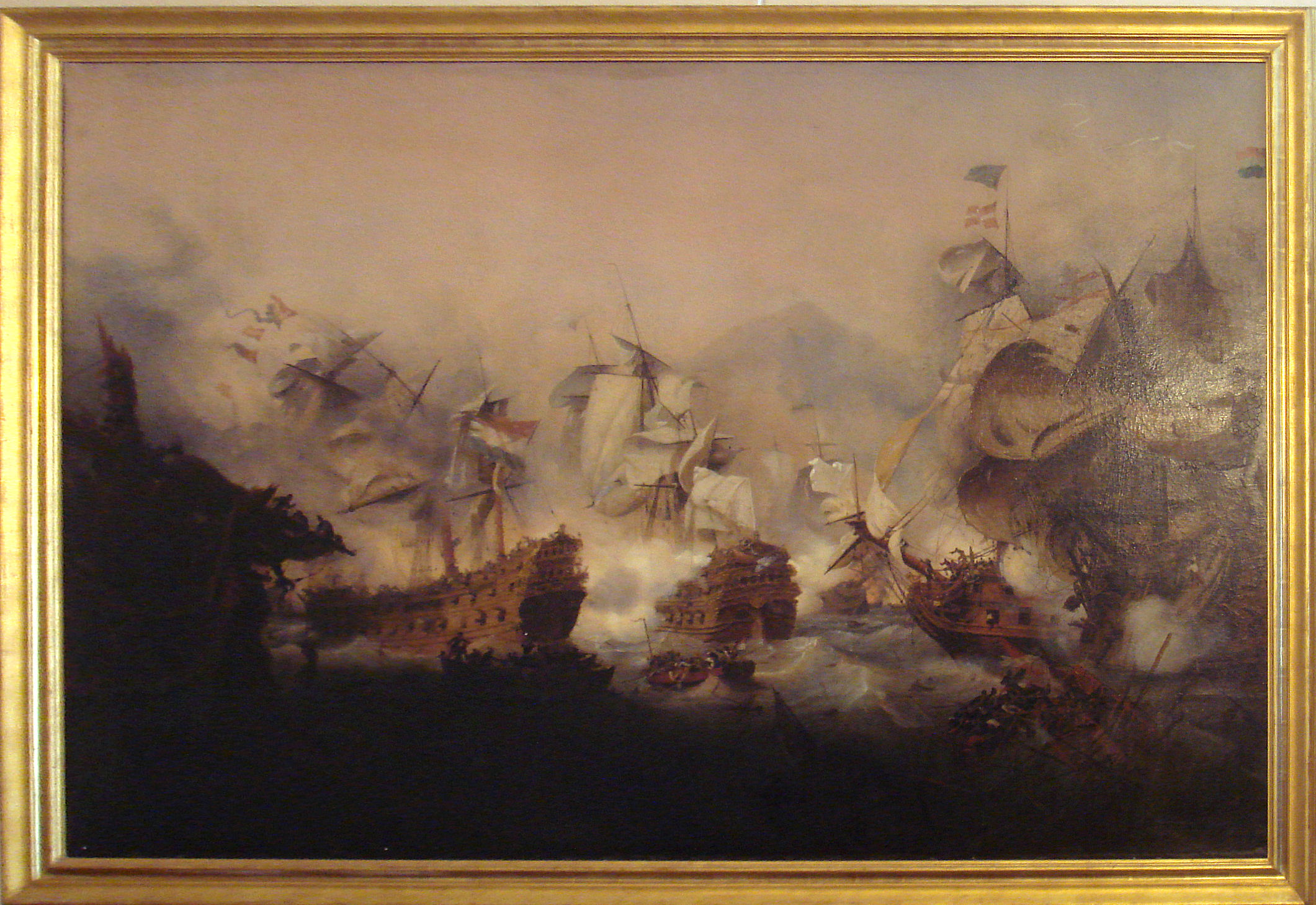
Bataille d'Agosta, le 22 avril 1676
Huile sur toile par Ambroise Louis Garneray

Il se distingue, au commandement de L'Assuré (56 canons), le 8 janvier 1676 lors de la seconde bataille du Stromboli contre l'amiral hollandais de Ruyter, au sein de l'avant garde française commandée par le marquis de Preuilly d'Humière. Dans la relation du combat que le chevalier de Valbelle envoie au ministre de la Marine, le 27 janvier 1676, ce dernier écrit : « En vérité, M. de Preuilly fut très-exact à l'obéissance, et nous vîmes plier deux vaisseaux de l'avant-garde ; il se battit cruellement ; MM. Chabert, Drelingue (sic) et Villette le secondèrent bien ». Il retrouve la flotte hollandaise de Ruyter quelques mois plus tard, au large d'Agosta, et il le combat sous les ordres de l'amiral Duquesne, protestant comme-lui. Au cours de cette bataille, Ruyter est mortellement blessé et mourra quelques jours plus tard. Le 2 juin 1676, il est au combat de Palerme toujours sur L'Assuré.
L'année suivante, en 1677, une flotte placée sous les ordres de l'amiral d'Estrées croise dans les Antilles. Villette-Mursay commande Le Henri au sein de cette flotte. Le 3 mars, elle attaque l'île néerlandaise de Tobago, défendue par l'escadre de Jacob Binckes. L'attaque se solde par un échec. La même année, il capture un navire corsaire anglais.
La paix revenue, en 1680, il croise dans la mer des Caraïbes au commandement du vaisseau Les Jeux, 36 canons, dans la flotte de Jean II d'Estrées. À son retour en France en mars 1681, il est furieux d'apprendre que ses enfants se sont convertis au catholicisme sous l'influence de Madame de Maintenon. Son fils Philippe abjure à Versailles le 9 novembre 1680 à l'âge de 14 ans. Lui, décide de ne pas abjurer sa foi huguenote, ce qui nuira à sa carrière. Il commande L'Excellent et participe au second bombardement d'Alger en 1683.
Finalement, la pression exercée par le roi et ses ministres sur Villette-Mursay devint trop grande et il finit par se convertir lui aussi au catholicisme à Niort le 20 décembre 1685, peu de temps après la proclamation de l'Édit de Fontainebleau en 1685. Cette conversion aura des conséquences immédiates sur son avancement. Le 2 janvier 1686, il est promu chef d'escadre de Provence et lieutenant général des armées navales du Roi, le 1er novembre 1689. Entre-temps, il commande Le Bourbon puis L’Éclatant et une division navale sous Tourville.

#### Guerre de la Ligue d'Augsbourg
Pendant la guerre de la Ligue d'Augsbourg, il commande à bord du vaisseau Le Conquérant, 70 canons, une escadre à la bataille du cap Béveziers, le 10 juillet 1690 au cours de laquelle il prend neuf ou dix bâtiments hollandais et harcèle ceux qui n'ont pas eu le temps de fuir et de se réfugier dans la Tamise.

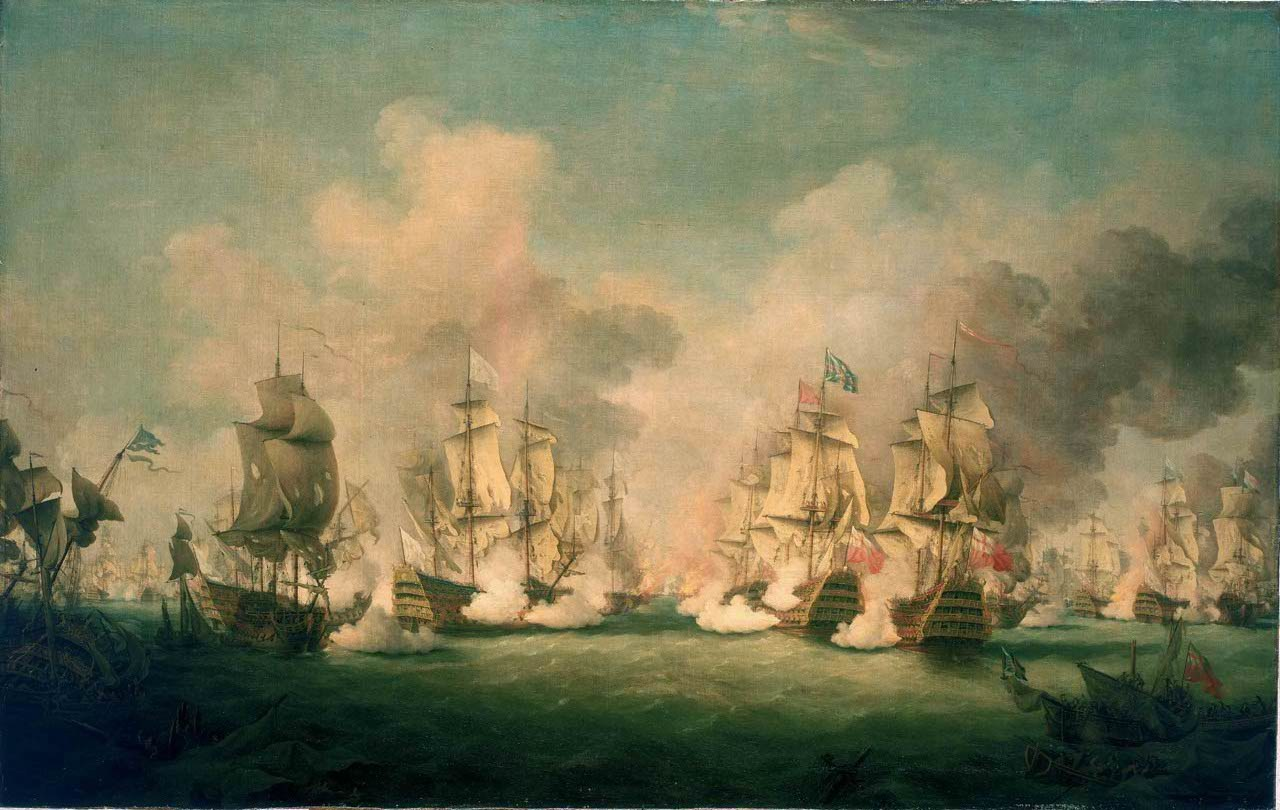
Bataille de la Hougue par Richard Paton

À la bataille de la Hougue, le 29 mai 1692, il commande avec le grade de vice-amiral une escadre de six vaisseaux : l'Ambitieux, le Courageux, la Couronne, le Maure, le Henri et le Fort. Il se distingue en protégeant le Soleil Royal, navire amiral sur lequel se trouvait Tourville, attaqué par quatre vaisseaux anglais, mais il est obligé de brûler l'Ambitieux, 92 canons, et le Fort, 58 canons, pour éviter leur capture. Pendant le combat, il endommage lourdement le HMS Royal Sovereign, commandé par l'Admiral Delaval. L'année suivante, il participe à la capture du convoi anglais en provenance de Smyrne au large de Lagos au Portugal, sous les ordres du maréchal de Tourville.
Le 1er avril 1697, il reçoit la croix de commandeur de l'ordre royal et militaire de Saint-Louis, et une pension de 4 000 livres, laissé libre par la mort du lieutenant général des armées navales Jean Gabaret,.
Le 17 septembre 1698, Philippe Le Valois cède le domaine de Mursay à son neveu Jean de Saint-Hermine.

#### Guerre de Succession d'Espagne
Son dernier combat est la bataille navale de Vélez-Malaga, le 24 août 1704, au cours de laquelle il commande - sous les ordres du comte de Toulouse — l'avant-garde de la flotte française et affronte Cloudesley Shovell. Le vaisseau de Villette-Mursay, Le Fier, met à mal trois ou quatre vaisseaux anglais avant de recevoir une bombe qui fait sauter son arrière et déclenche un incendie. Cent hommes d'équipage sont tués ou blessés, mais il parvient finalement à le sauver.
Le marquis de Villette-Mursay meurt dans son hôtel particulier, rue de Bourbon, à Paris, le 25 décembre 1707, à l'âge de 75 ans. Il est inhumé le surlendemain, le 27 décembre par le clergé de l'église Saint-Sulpice.
Il a écrit ses mémoires, publiés en 1844.

## Mariage et descendance
Il épouse le 31 juillet 1662, Marie-Anne Hippolyte de Châteauneuf, fille de Gaspard de Châteauneuf, seigneur de Dillay et d'Ardin, avec laquelle il aura deux fils et deux filles : 
- Constance, qui épouse en 1724 Jean-Baptiste, marquis de Montmorin-Saint Hérem ;
- Philippe II (1667–1706), marquis de Villette-Mursay, il épouse en 1695 Marie-Louise Le Moyne de Villiers. Il est tué au Siège de Turin ; abjuration de sa foi huguenote à l'âge de 14 ans à Versailles le 9 novembre 1680 ;
- Henri-Benjamin (1670–1692), il épouse Madeleine de Beaumont de Gibaud, et meurt de ses blessures après la bataille de Steinkerque ;
- Marthe-Marguerite (1673–1729), marquise de Caylus, elle épouse en 1686 Anne, comte de Caylus.

À la fin de 1680, Madame de Maintenon enlève sa nièce, Mademoiselle de Mursay, ainsi que son frère aîné, à son cousin, le marquis de Villette-Mursay, protestant farouche, et à sa femme, catholique.
Veuf, il épouse en secondes noces le 3 avril 1695, Marie-Claire Des Champs de Marcilly. Dans son Journal, Dangeau écrit « M. de Villette, lieutenant général de la marine, épouse Mlle de Marsilly, que nous avons vue à Saint-Cyr ; elle est fort jolie et n'a nul bien. M. de Villette a attendu que M. de Murcé, son fils, fût marié pour conclure cette affaire ». Sa seconde femme se remarie en 1718 avec l'homme politique et philosophe anglais Henri Saint Jean, vicomte de Bolingbroke.

## Armoiries
|  | Les armes de Philippe Le Valois, marquis de Villette-Mursay, sont : D'azur au chevron d'or accompagné de trois croissants d'argent au chef du même chargé de trois roses de gueules. |

### Sources et bibliographie
- M. d'Aspect, Histoire de l'Ordre royal et militaire de Saint-Louis, vol. 3, Paris, chez la veuve Duchesne, 1780 (lire en ligne), p. 177 et suiv.
- Hubert Granier, Marins de France au combat, 1610-1715, éditions France-Empire, 1994 (ISBN 2-7048-0726-4)
- Philippe de Villette-Mursay, Mes campagnes de mer sous Louis XIV, éditions Tallandier, 1991 (ISBN 2-235-02047-X, BNF 35415272)Avec une introduction, des notes et un dictionnaire des personnages et des batailles par Michel Vergé-Franceschi.
- Philippe de Villette-Mursay, Mémoires du Marquis de Villette, Renouard, 1844 (lire en ligne)
- Alexandre Mazas, Histoire de l'ordre royal et militaire de Saint-Louis depuis son institution en 1693 jusqu'en 1830, vol. 1, Didot, Dentu, 1860 (lire en ligne)
- Auguste Jal, Dictionnaire critique de biographie et d'histoire, Slatkine repr., 1867 (lire en ligne), p. 1272 et suiv.
- Jean-Claude Castex, Dictionnaire des batailles navales franco-anglaises, Laval (Canada), éditions Presses Université de Laval, 2004 (ISBN 2-7637-8061-X, lire en ligne)
- Michel Vergé-Franceschi (dir.), Dictionnaire d'histoire maritime, Paris, éditions Robert Laffont, coll. « Bouquins », 2002, 1508 p. (ISBN 2-221-08751-8 et 2-221-09744-0, BNF 38825325)
- Rémi Monaque, Une histoire de la marine de guerre française, Paris, éditions Perrin, 2016, 526 p. (ISBN 978-2-262-03715-4)
- Étienne Taillemite, Dictionnaire des marins français (nouvelle édition revue et augmentée), Paris, éditions Tallandier, 2002, 573 p. (ISBN 2-84734-008-4)
- Charles La Roncière, Histoire de la Marine française : La Guerre de Trente Ans, Colbert, t. 5, Paris, Plon, 1920, 822 p. (lire en ligne)
- Charles La Roncière, Histoire de la Marine française : La crépuscule du Grand règne, l’apogée de la Guerre de Course, t. 6, Paris, Plon, 1932, 674 p. (lire en ligne)